# (400013) 2006 KE24
(400013) 2006 KE24 es un asteroide perteneciente al cinturón exterior de asteroides, descubierto el 19 de mayo de 2006 por el equipo del Mount Lemmon Survey desde el Observatorio del Monte Lemmon, Arizona, Estados Unidos.

## Designación y nombre
Designado provisionalmente como 2006 KE24.

## Características orbitales
2006 KE24 está situado a una distancia media del Sol de 3,979 ua, pudiendo alejarse hasta 4,693 ua y acercarse hasta 3,264 ua. Su excentricidad es 0,179 y la inclinación orbital 3,918 grados. Emplea 2899,07 días en completar una órbita alrededor del Sol.

## Características físicas
La magnitud absoluta de 2006 KE24 es 15,6.